# Vojenský hřbitov (Dolní Březinka)
Válečný hřbitov u vesnice Dolní Březinka v okrese Havlíčkův Brod je kulturní památka v místě, kde byli pohřbíváni vojáci, kteří zemřeli ve Světelském lazaretu. Zde se léčili zranění z francouzsko-rakouské války v letech 1809-1814. Na místě je údajně pochováno až 1200 rakouských, francouzských, ruských a pruských vojáků.
Na místě je žulový obelisk z roku 1841. V 90. letech 20. století bylo místo upraveno a v roce 1995 vyhlášeno kulturní památkou.

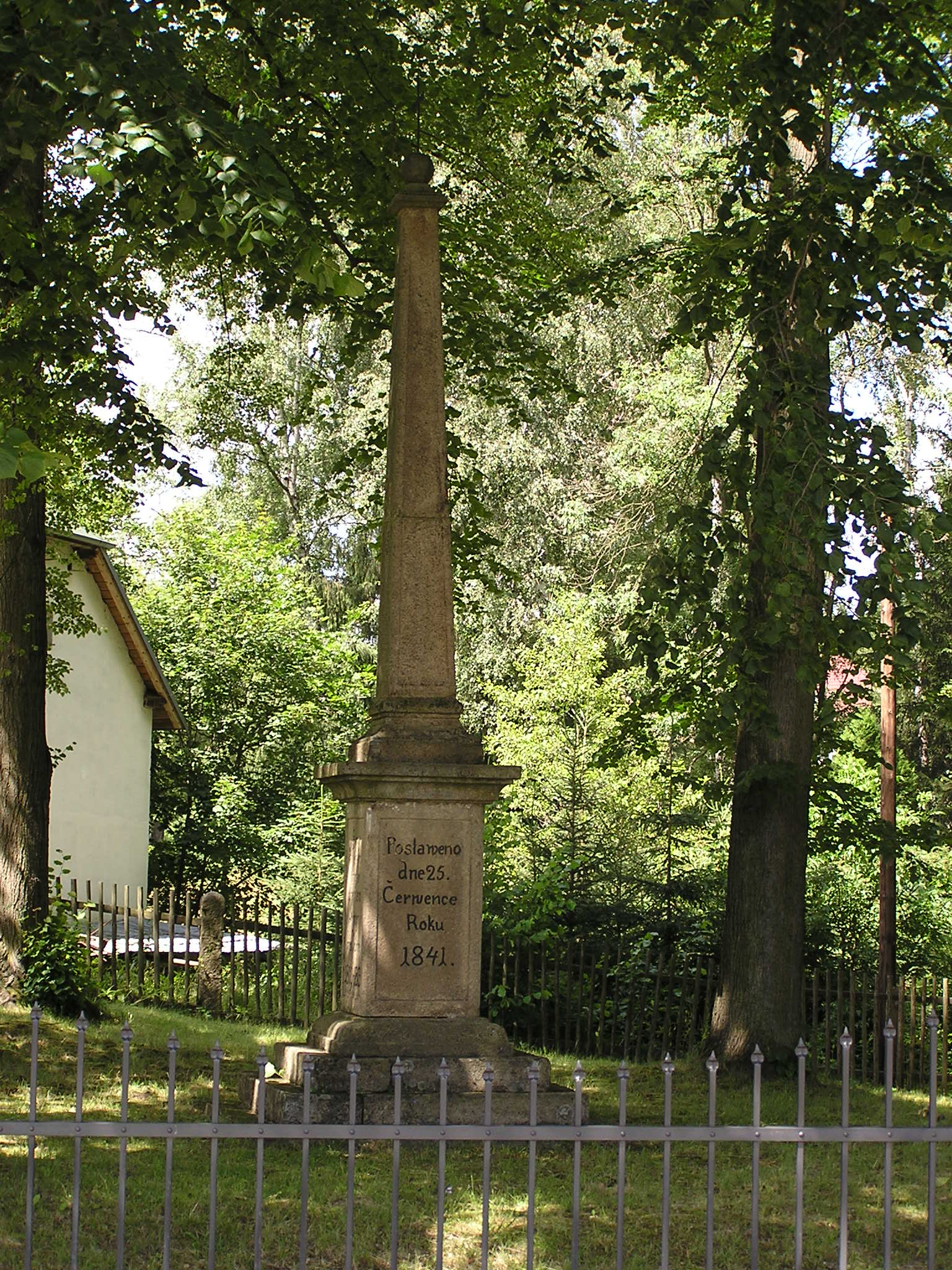
Obelisk
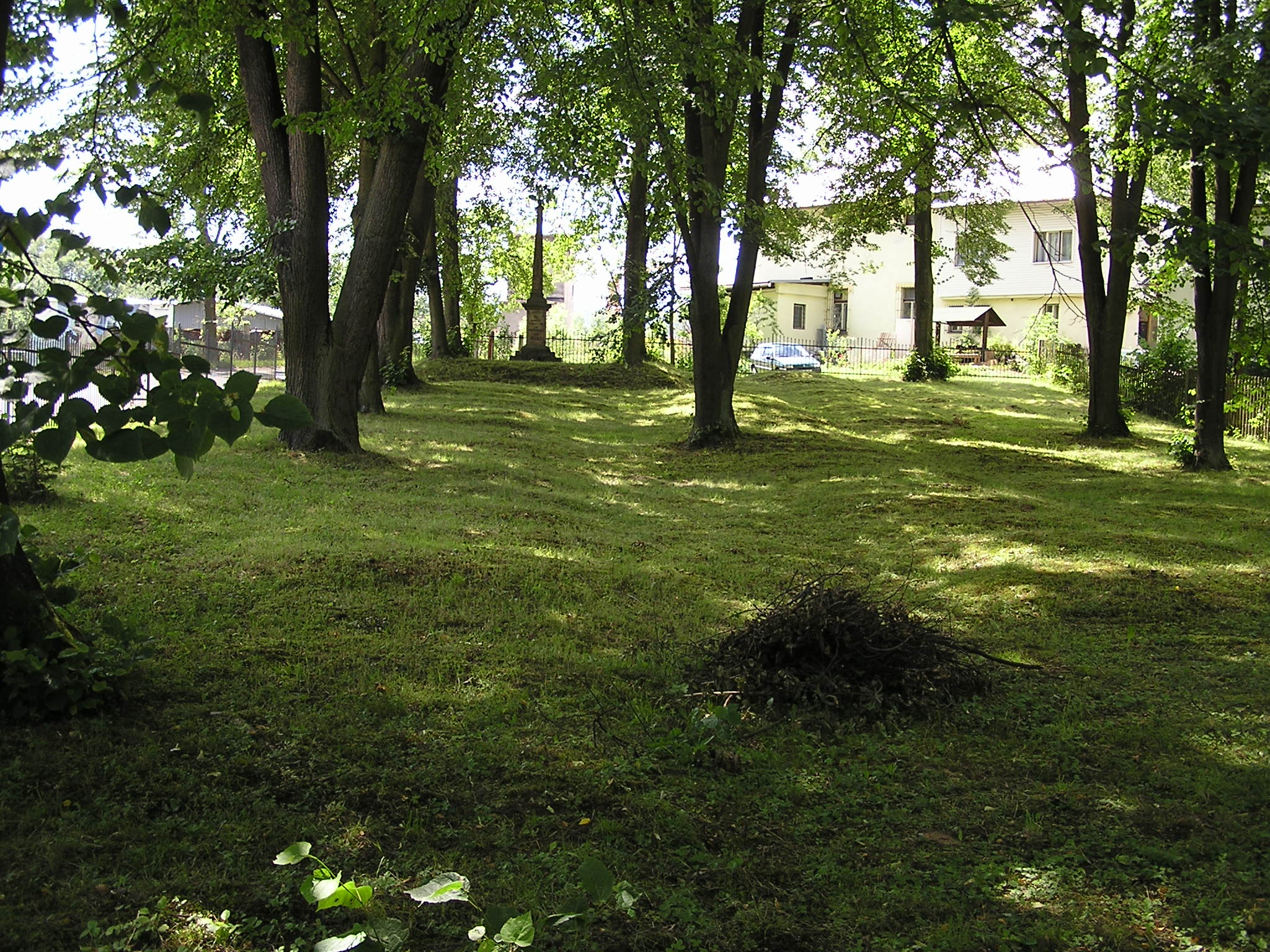
Celkový pohled
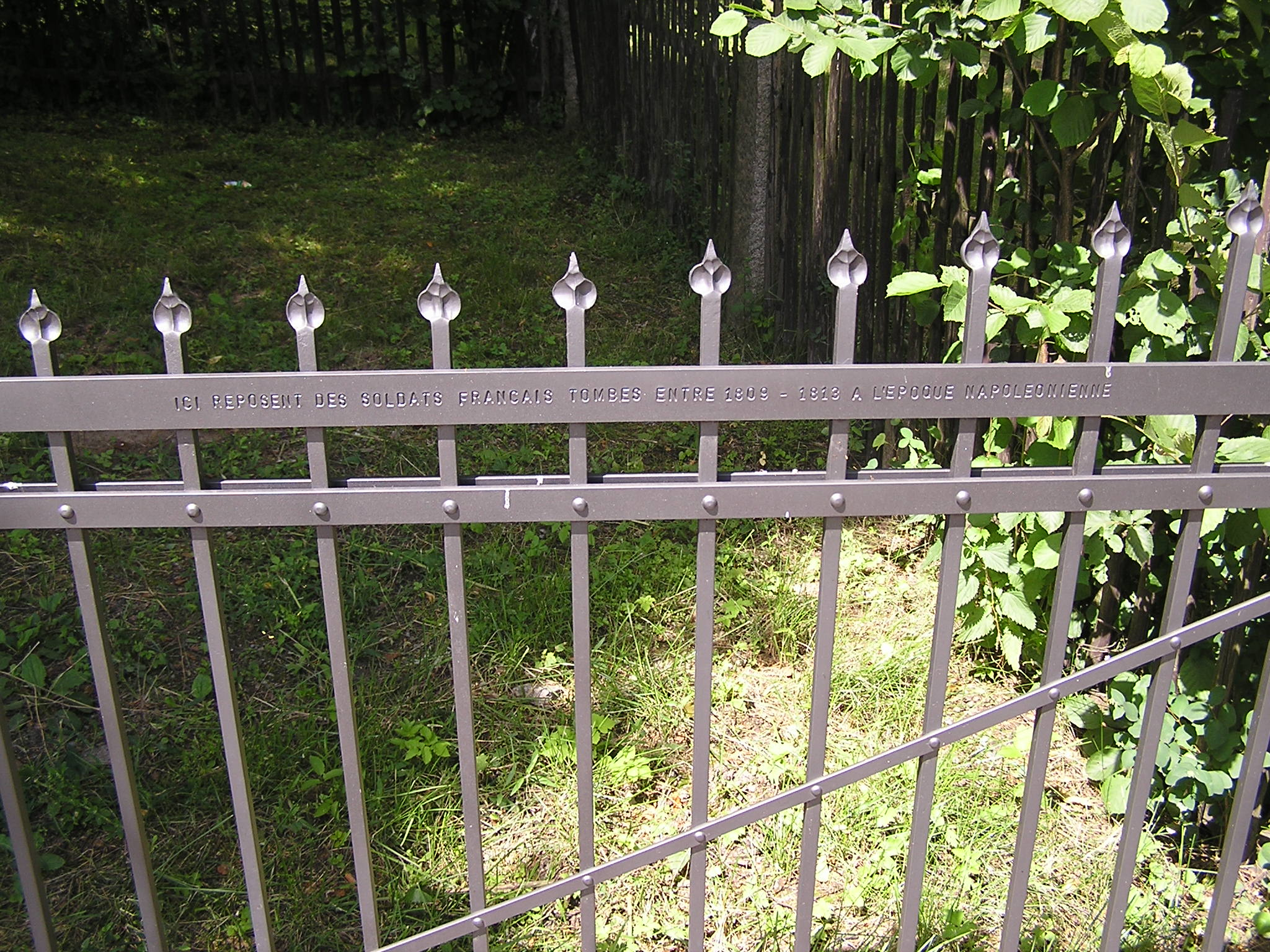
Nápis na plotě